# Darlan
Darlan is een Spaans historisch merk van gemotoriseerde fietsen.
De bedrijfsnaam was: Construcciones Meccanicas Darlan, Zarauz.
Darlan was een van de vele Spaanse bedrijven die aan het einde van de jaren vijftig begonnen met de productie van zeer lichte en goedkope motorfietsen, clip-on motoren en gemotoriseerde fietsen. In het geval van Darlan betrof het fietsen die werden aangedreven door een 94cc-tweetaktmotor. De productie begon in 1958 maar moest al in 1960 worden beëindigd.